# リステイトメント
リステイトメント（英：Restatement）は、アメリカ合衆国の各州の州法と判例法の現状を分析し、おおよその共通事項を各法分野ごとに法典の形にして注釈をつけたものである。リステイトとは、各州の判例法を収集・分析して「再び記述し直す」（re－state）という意味である。

## 歴史
連邦制をとる合衆国では、各州はそれぞれ別個の法域であり、したがって州ごとにそれぞれの判例法が形成されているという状況にあり、その内容も各州の慣習等に応じて様々であったが、20世紀になって交通・通信技術が発達すると、各州の慣習の地域差も小さくなった。
このような事情を受けて、何世紀にもわたって判例が集積されるだけでは分かり難くなるという考えが民間から出て広まるようになり、1923年にアメリカ法律協会 (American Law Institute) が設立され、現在のリステイトメント事業が着手された。
アメリカ法律協会は、連邦の最高裁裁判官や控訴裁判所長官、州の最高裁長官、ロー・スクールの長、各法曹協会の長、アメリカ法曹協会 (ABA) が組織する統一州法委員全国会議 (National Conference of Commissioners on Uniform State Law：NCCUSL) の議長、裁判官、弁護士、法学者から選任される2000人以上のメンバーで構成されている。 

## 内容
リステイトメント自体は、あくまで民間の団体が発行するものにすぎないことから、法的な効力を有する法律ではなく、二次資料 (secondary sources) にすぎないとされている。
もっとも、アメリカ法律協会のメンバーは、学識と実務経験を有する優秀な人間から構成されているだけでなく、その発行に至るまでの手続も公平で厳格なものとされていることから、判例においてしばしば引用されるなど高い信頼と権威を得ている。
リステイトメントは、契約法 (Contracts)、不法行為法 (Torts)、財産法 (Property)、担保法 (Security) などの個別の法分野ごとに編纂されているが、社会の進展や変化に合わせて数次の改定がなされている。例えば、1934年に発行された第一次不法行為法リステイトメントは、1965年の第二次不法行為法リテイトメントを経て1998年に第三次不法行為法リステイトメント (Restatement of the Law Third Torts) と改定されている。
リステイトメントは、具体的な事件を基にしていることから、各条文が極めて具体的であるという利点もあるが、反面、条文の数が非常に多いことが、かえって欠点となっているとされている。

## 各リステイトメントの最新版の一覧
1. 第3次代理法リステイトメント (2006)
2. 第2次抵触法リステイトメント(1971)
3. 第2次契約リステイトメント (1981)
4. 第3次合衆国外事法リステイトメント(1987)
5. 第2次判決リステイトメント (1982)
6. 第3次弁護士法リステイトメント(2000)
7. 財産リステイトメント (1936−40; 大部分は第2次・第3次財産リステイトメント諸巻が最新)
8. 第2次財産リステイトメント―地主及び借地人 (1977)
9. 第2次財産リステイトメント―無償譲渡 (1983−92)
10. 第3次財産リステイトメント―譲渡抵当 (1997)
11. 第3次財産リステイトメント―地役権 (2000)
12. 第3次財産リステイトメント―遺言及びその他の無償譲渡 (1999−2003)
13. 原状回復、準契約及び擬制信託リステイトメント (1937; 間もなく第3次原状回復及び不当利得リステイトメントが最新に)
14. 第3次原状回復及び不当利得リステイトメント (2011)
15. 担保リステイトメント (第1部の多くは統一商事法典9条が優先。第2部は全て第3次保証（suretyship）及び保証（guaranty）リステイトメントが最新)
16. 第3次保証（suretyship）及び保証（guaranty）リステイトメント(1996)
17. 第2次不法行為リステイトメント (1965−79; いくつかのセクションは第3次不法行為リステイトメント諸巻が最新)
18. 第3次不法行為リステイトメント―責任分担 (2000)
19. 第3次不法行為リステイトメント―物理的及び感情的損失による責任 (2011)
20. 第3次不法行為リステイトメント―製造物責任 (1998)
21. 第2次信託リステイトメント(1959; いくつかのセクションは第3次信託リステイトメント―一般原則が最新)
22. 第3次信託リステイトメント(2003−08)
23. 第3次信託リステイトメント―慎重投資者準則 (1992)
24. 第3次不当競争リステイトメント（第3版） (1995)

## 関連事項
- アメリカ法